# Puppet Master III: Toulon's Revenge
Puppet Master III: Toulon's Revenge is een Amerikaanse horrorfilm uit 1991 onder regie van David DeCoteau. De film is het derde deel in de Puppet Master-franchise en is een prequel op de eerste 2 delen.

## Synopsis
Berlijn, 1941. Nadat bekend geworden is dat de poppen van André Toulon niet aan touwtjes zitten, maar een eigen leven leiden, stuurt majoor Kraus, een Gestapo topman, de Gestapo naar het theater om de poppen te ontvoeren. Ze willen het geheim van de poppen gebruiken om hun gesneuvelde soldaten weer tot leven te wekken.
Tijdens de ontvoering wordt Elsa, de vrouw van Toulon vermoord en Toulon wordt meegenomen. 
Onderweg naar het hoofdkwartier vallen de poppen de Gestapo aan, en ontsnappen samen met Toulon.
Toulon wil wraak voor de moord op zijn geliefde. Hij maakt een nieuwe pop, Six-Shooter. Ook gebruikt hij Elsa's plan om Leech Woman te maken. Nu is Toulon's leger klaar om wraak te nemen.

## Rolverdeling
| Acteur           | Personage        |
| ---------------- | ---------------- |
| Guy Rolfe        | André Toulon     |
| Richard Lynch    | Majoor Kraus     |
| Ian Abercrombie  | Dr. Hess         |
| Sarah Douglas    | Elsa Toulon      |
| Kristopher Logan | Lt. Eric Stein   |
| Aron Eisenberg   | Peter Hertz      |
| Walter Gotell    | Generaal Mueller |
| Matthew Faison   | Mr. Hertz        |
| Michelle Bauer   | Lili             |
| Jasmine Touschek | Prostituee       |

### Poppen
- Pinhead
- Jester
- Tunneler
- Six-Shooter
- Leech Woman
- Blade
- Djinn the Homunculus (flashback)
- Mephisto (flashback)

## Achtergrond
Deze film bevat een groot continuïteitsprobleem, namelijk dat de film opgezet is als prequel en zich afspeelt in 1941. In het chronologische vervolg, de eerste Puppet Master-film, die zich afspeelt in 1939, pleegt André Toulon zelfmoord.